# La Esmalta
La Esmalta är en ort i Mexiko.   Den ligger i kommunen San Juan Bautista Tuxtepec och delstaten Oaxaca, i den sydöstra delen av landet, 300 km sydost om huvudstaden Mexico City. La Esmalta ligger 47 meter över havet och antalet invånare är 462.
Terrängen runt La Esmalta är platt åt nordost, men åt sydväst är den kuperad. Runt La Esmalta är det ganska glesbefolkat, med 40 invånare per kvadratkilometer. Närmaste större samhälle är Tuxtepec, 10,8 km nordost om La Esmalta. Omgivningarna runt La Esmalta är en mosaik av jordbruksmark och naturlig växtlighet.